# Мостовий Савелій Іванович
Савелій Іванович Мостовий (19 жовтня 1916, Карпилівка — 27 липня 1974, Київ) — український радянський отоларинголог, доктор медичних наук, професор (з 1964 року), головний отоларинголог Міністерства охорони здоров'я УРСР (у 1969–1973 роках).

## Біографія
Народився (19 жовтня) 1916 року в селі Карпилівці (нині Срібнянського району Чернігівської області). У 1941 році закінчив Київський медичний інститут. Член ВКП(б) з 1944 року. З 1946 року працював у Київському інституті удосконалення лікарів на кафедрі отоларингології (з 1966 року — завідувач кафедрою). В 1963 році захистив докторську дисертацію «Лікування хворих з метастазами раку гортані в лімфатичних вузлах шиї».

Могила Савелія Мостового

Помер в Києві 27 липня 1974 року. Похований в Києві на Байковому кладовищі (ділянка № 6).

## Наукова діяльність
Автор 126 наукових праць, в тому числі семи монографій. Основні праці присвячені питанням діагностики і лікування раку гортані, перихондритам гортані, склеромі, лікуванню гострих отитів та мастоїдитів, використанню хімічних препаратів для лікування отоларингологічних онкологічних захворювань.

## Відзнаки
Заслужений діяч науки УРСР (з 1968 року). Нагороджений орденом Вітчизняної війни 1-го ступеня, двома іншими орденами, медалями.